# Дни на историята в Браунау
Дните на историята в Браунау са конференции, организирани от Сдружението по съвременна история. Те се провеждат ежегодно от 1992 година насам в Браунау на Ин под научното ръководство на Андреас Майслингер.
От 2004 г. силно дискутирани са теми, свързани с местната област Innviertel и съседна Бавария.
През 2004 г. например, тема на конференцията е граничният трафик между градовете Salzach и Inn в периода между 1933 и 1938 г., ежедневието между 2 различни политически системи, както и приликите и различията между тях.

От 23 до 25 септември 2005 година бива анализиран историческият фон на Браунауския парламент през 1705 г., който за кратко време обединява благородство, духовенство, граждани и селяни под мотото „По-добре да умра като Баварец, отколкото да изгния като австриец“.
През 2006 г.тема на конференцията е Йохан Филип Палм. Нюнбергският книжар бива застрелян на 26 август 1806 г.в Браунау по поръчка на Наполеон I.
2007 припомня за Egon Ranshofen-Wertheimer. Роденият в Ranshofen през 1894 г.и починал в Ню Йорк през 1957 г.учен е бил дипломат в служба на Лигата на нациите и на ООН, който въпреки многобройните си дела за Австрия, бива често забравен.
През 2008 г. център на дискусиите на 17-ата конференция е футболът, по повод на проведеното в Австрия и Швейцария европейско първенство по футбол.